# Michel Hessmann
Michel Hessmann, né le 6 avril 2001 à Billerbeck, est un coureur cycliste allemand.

## Biographie

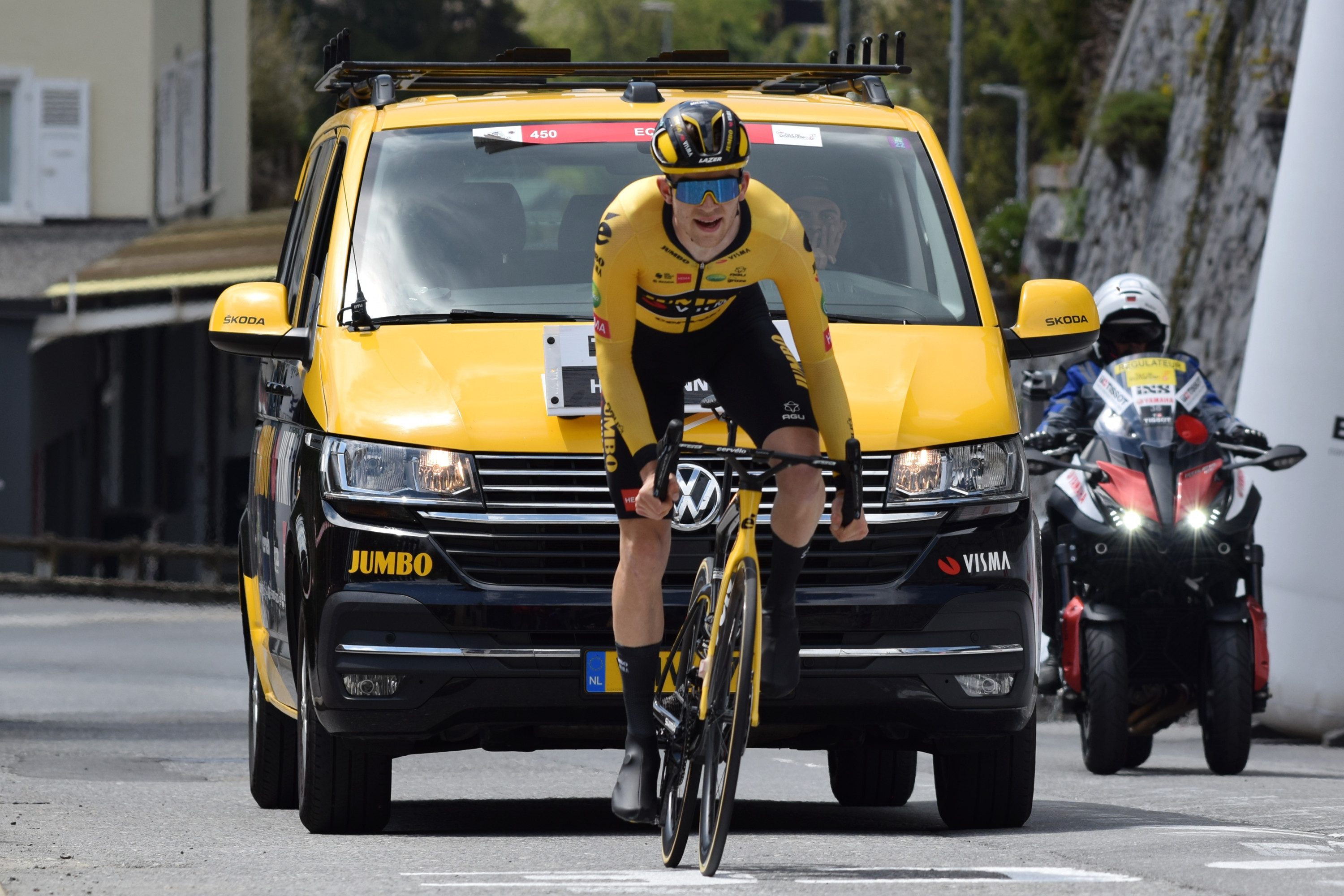
Heßmann au Tour de Romandie 2022.

En 2017, Michel Hessmann devient double champion d'Allemagne chez les cadets (15/16 ans), sur la course en ligne et le contre-la-montre par équipes. En 2018, il est  champion d'Allemagne du contre-la-montre juniors (17/18 ans). Il est également quatrième du championnat d'Europe et du championnat du monde du contre-la-montre juniors. En 2019, il remporte le Trophée Centre Morbihan, qui fait partie de la Coupe des nations juniors. Aux championnats d'Allemagne, il est deuxième de la course en ligne et du contre-la-montre derrière Marco Brenner. Aux mondiaux sur route juniors, il termine cinquième du contre-la-montre individuel. Sur la course en ligne, il prend la 70e place après une chute sur une route mouillée. 
En 2020, il rejoint la nouvelle équipe Jumbo-Visma Development, qui sert d'équipe réserve pour la formation World Tour Jumbo-Visma. lors des championnats d'Europe de Plouay, il termine sixième du contre-la-montre espoirs (moins de 23 ans) puis remporte le relais mixte contre-la-montre, avec ses coéquipiers de la délégation allemande. Lors de la saison 2021, il devient champion d'Allemagne du contre-la-montre espoirs et termine troisième au général du Kreiz Breizh Elites. Il est également quatrième du championnat d'Europe du contre-la-montre espoirs et huitième du championnat du monde du contre-la-montre espoirs.
En 2022, il rejoint l'équipe World Tour Jumbo-Visma. Il termine troisième du Tour de l'Avenir, après avoir remporté le deuxième contre-la-montre par équipes et porté le maillot jaune pendant trois jours. Le 19 septembre, il se classe cinquième du championnat du monde du contre-la-montre espoirs à 14 secondes du podium.
En mai 2023, il participe au Tour d'Italie, son premier grand tour. Il termine 33e et aide son leader Primož Roglič à remporter la course. Le 14 juin, il est testé positif à un agent diurétique, considéré comme un produit « masquant ». Il est provisoirement suspendu par son équipe. Le 3 novembre, l'Agence nationale antidopage allemande confirme que l'échantillon B est également positif. En janvier 2024, le parquet de Fribourg classe l'affaire, estimant que Hessmann ait pris un médicament contaminé tel que du paracétamol, de l'ibuprofène ou du naproxène. Le 21 juin 2024, trouvant « plausible qu'Hessmann ait pris un médicament contaminé », l'Agence nationale antidopage allemande le suspend finalement quatre mois, avec un effet rétroactif de trois mois. L'Agence mondiale antidopage fait appel de la décision et la suspension est finalement prolongée jusqu'au 14 mars 2025.

## Palmarès
- 2017
  -  Champion d'Allemagne sur route cadets
  -  Champion d'Allemagne du contre-la-montre par équipes cadets
- 2018
  -  Champion d'Allemagne du contre-la-montre juniors
  - 4e du championnat d'Europe du contre-la-montre juniors
  - 4e du championnat du monde du contre-la-montre juniors
- 2019
  - Trophée Centre Morbihan ;
    - Classement général
    - 2ea étape (contre-la-montre)

  - 2e du championnat d'Allemagne du contre-la-montre juniors
  - 2e du championnat d'Allemagne sur route juniors
  - 5e du championnat du monde du contre-la-montre juniors
- 2020
  -  Champion d'Europe du relais mixte contre-la-montre
  - 6e du championnat d'Europe du contre-la-montre espoirs
- 2021
  -  Champion d'Allemagne du contre-la-montre espoirs
  - 1re étape du Kreiz Breizh Elites (contre-la-montre par équipes)
  - 2e du championnat d'Allemagne sur route espoirs
  - 3e de la Kreiz Breizh Elites
  - 4e du championnat d'Europe du contre-la-montre espoirs
  - 8e du championnat du monde du contre-la-montre espoirs
- 2022
  - 5e étape du Tour de l'Avenir (contre-la-montre par équipes)
  - 3e du Tour de l'Avenir
  - 5e du championnat du monde du contre-la-montre espoirs

## Résultats sur les grands tours

### Tour d'Italie
1 participation
- 2023 : 33e

## Classements mondiaux
| Année                                 | 2020 | 2021 | 2022 | 2023 |
| ------------------------------------- | ---- | ---- | ---- | ---- |
| Classement mondial                    | 958e | 410e | 371e | 815e |
| UCI Europe Tour                       | 750e | 337e | 298e | nc   |
|                                       |      |      |      |      |
| Légende : nc = non classéSource : UCI |      |      |      |      |